# 해안대로
해안대로(Haean-daero)는 경상남도 창원시 마산합포구 해운동 월영광장 교차로와 마산회원구 양덕동 한일로터리를 잇는 경상남도의 도로이다. 해안(연안)과 붙어있어서 해안대로라는 명칭이 붙었다.

## 주요 경유지
경상남도
- 창원시 마산합포구 (해운동 · 월남동5가 · 해운동 · 월남동1가 · 월포동 · 중앙동2가 · 신포동1가 · 중앙동3가 · 신포동1가 · 신포동2가 · 남성동 · 동성동 · 오동동 · 산호동) - 마산회원구 양덕동

## 노선
| 이름             | 접속 노선                                                                      | 소재지 | 소재지     | 비고 |
| ---------------- | ------------------------------------------------------------------------------ | ------ | ---------- | ---- |
| 월영광장         | 국도 제14호선 국도 제79호선 (3.15대로) (밤밭고개로) 가포로 경남대학로 월영북로 | 창원시 | 마산합포구 |      |
| (이화월드프라자) | 월영동서로                                                                     | 창원시 | 마산합포구 |      |
| (마산시농협)     | 월영동로 문화동15길                                                            | 창원시 | 마산합포구 |      |
| 해운동삼거리     | 드림베이대로                                                                   | 창원시 | 마산합포구 |      |
| 제1부두삼거리    | 문화동로                                                                       | 창원시 | 마산합포구 |      |
| 마산지검사거리   | 제2부두로 중앙동로                                                             | 창원시 | 마산합포구 |      |
| 해안로삼거리     | 서성로                                                                         | 창원시 | 마산합포구 |      |
| 대우백화점사거리 | 동서동로                                                                       | 창원시 | 마산합포구 |      |
| 수협공판장사거리 | 복요리로 수산1길                                                               | 창원시 | 마산합포구 |      |
| 교방천삼거리     | 회원천북길                                                                     | 창원시 | 마산합포구 |      |
| 수출정문사거리   | 무역로 허당로                                                                  | 창원시 | 마산합포구 |      |
| 수출후문사거리   | 봉양로                                                                         | 창원시 | 마산회원구 |      |
| 한일로터리       | 용마로 합포로                                                                  | 창원시 | 마산회원구 |      |

## 주요 건물 및 시설
- 롯데시네마 프리미엄경남대 (경상남도 창원시 마산합포구 해안대로 7)
- 마산시농협 (경상남도 창원시 마산합포구 해안대로 31)
- 유로스퀘어 (경상남도 창원시 마산합포구 해안대로 51)
- 라온빌딩 (경상남도 창원시 마산합포구 해안대로 303)